# 1898 Cowell
1898 Cowell (1971 UF1) là một tiểu hành tinh vành đai chính được phát hiện ngày 16 tháng 10 năm 1971 bởi Kohoutek, L. ở Bergedorf.